# 富田忠利
富田 忠利（とみた ただとし、1869年9月20日〈明治2年8月15日〉 - 没年不明）は、日本の実業家。族籍は愛知県平民。

## 経歴
愛知県名古屋市西区押切町・富田重左衛門の弟、富田領助の二男。1908年、分家して一家を創立する。土木請負業を営む。土地開発に尽くす。
諸会社の重役であり、岩倉銀行常務取締役。岩倉銀行、岩倉貯蓄銀行、米袋殖産、尾北貯蓄銀行各取締役、旭電気鉄道監査役などをつとめる。国勢調査員である。

## 人物
住所は愛知県名古屋市西区押切町3丁目。

## 家族・親族
富田家
- 妻・たづへ（1873年 - ?、後藤三輪助の二女）[3][5]
- 長男・忠則[5][11]（1898年 - ?）
- 二女[5]
- 三女[5]
- 四女（甥・富田朗長の妻）[5][12]
- 孫[5]

親戚
- 兄・富田重左衛門（米袋殖産監査役）[4]
- 四女の夫・富田朗長（1896年 - ?、愛知、富田重左衛門の長男、資産家[5]、金融業[3][9]、米袋殖産監査役[12]、愛知県多額納税者、地主[13]）